# Robert Guerrero
Robert Joseph Guerrero (Gilroy, 27 de marzo de 1983) es un exboxeador profesional estadounidense que compitió entre 2001 y 2017. Es tres veces campeón del mundo en dos categorías de peso, habiendo ostentado el título pluma de la FIB dos veces entre 2006 y 2008, y el título superpluma de la FIB de 2009 a 2010. Además, consiguió los títulos interinos de la AMB y la OMB en 2011, y el título interino del CMB del peso wélter de 2012 a 2013.

## Carrera
Comenzó su carrera en 2001. En junio de 2004, ganó contra Enrique Sánchez, un ex campeón del mundo, en el peso pluma júnior de la AMBE. En diciembre de 2005, en donde sufrió su primera derrota, con Gamaliel Díaz.
En septiembre de 2006 ganó el campeonato del mundo de la FIB, superando a Eric Aike. Pero ya en la primera defensa de su título, tenía que reconocer la superioridad de Orlando Salido.
Por lo tanto, el 23 de febrero de 2007 se enfrentó a Pasa Abazi en la lucha por el título mundial vacante de la FIB. Después de un nocaut técnico en el noveno asalto, recuperó el cinturón de campeonato perdido tres meses atrás.

## Récord profesional
| 37 Ganadas (20 KOs), 6 Derrotas, 1 Empate, 2 Sin Resultado |            |                        |      |              |            |                                                   | |
| Res.                                                       | Récord     | Oponente               | Tipo | Rd., Tiempo  | Datos      | Localidad                                         | Notas |
| Victoria                                                   | 37–6–1 (2) | Víctor Ortiz           | UD   | 10           | 21-08-2021 | T-Mobile Arena, Paradise, Nevada                  | |
| Victoria                                                   | 36–6–1 (2) | Gerald Thomas          | UD   | 10           | 28/09/2019 | Staples Center, Los Ángeles, California           | |
| Victoria                                                   | 35–6–1 (2) | Hevinson Herrera       | RTD  | 5 (10), 3:00 | 09/03/2019 | Dignity Health Sports Park, Carson, California    | |
| Victoria                                                   | 34–6–1 (2) | Adam Mate              | KO   | 2 (8), 2:25  | 01/12/2018 | Staples Center, Los Ángeles, California           | |
| Derrota                                                    | 33–6–1 (2) | Omar Figueroa Jr.      | TKO  | 3 (12), 1:30 | 15/07/2017 | Nassau Coliseum, Uniondale, Nueva York            | |
| Derrota                                                    | 33–5–1 (2) | David Emanuel Peralta  | SD   | 12           | 27/08/2016 | Honda Center, Anaheim, California                 | |
| Derrota                                                    | 33–4–1 (2) | Danny García           | UD   | 12           | 23/01/2016 | Staples Center, Los Ángeles, California           | Por el título vacante de la WBC del peso wélter |
| Victoria                                                   | 33–3–1 (2) | Aaron Martínez         | SD   | 10           | 06/06/2015 | StubHub Center, Carson, California                | |
| Derrota                                                    | 32–3–1 (2) | Keith Thurman          | UD   | 12           | 07/03/2015 | MGM Grand Garden Arena, Paradise, Nevada          | Por el título de la WBA del peso wélter |
| Victoria                                                   | 32–2–1 (2) | Yoshihiro Kamegai      | UD   | 12           | 21/06/2014 | StubHub Center , Carson, California               | |
| Derrota                                                    | 31–2–1 (2) | Floyd Mayweather Jr.   | UD   | 12           | 04/05/2013 | MGM Grand Garden Arena, Paradise, Nevada          | Por los títulos WBC, lineales y vacante de The Ring del peso wélter                                                                                    |
| Victoria                                                   | 31–1–1 (2) | Andre Berto            | UD   | 12           | 24/11/2012 | Citizens Business Bank Arena, Ontario, California | Retiene el título interino de la WBC del peso wélter                                                                                                   |
| Victoria                                                   | 30–1–1 (2) | Selçuk Aydın           | UD   | 12           | 28/07/2012 | HP Pavilion, San José, California                 | Ganó el título interino vacante de la WBC del peso wélter                                                                                              |
| Victoria                                                   | 29–1–1 (2) | Michael Katsidis       | UD   | 12           | 09/04/2011 | MGM Grand Garden Arena, Paradise, Nevada          | Ganó el título interino vacante de la WBA y WBO interino del peso ligero                                                                               |
| Victoria                                                   | 28–1–1 (2) | Vicente Escobedo       | UD   | 10           | 06/11/2010 | Prudential Center, Newaark, Nueva Jersey          | Ganó el título WBO Intercontinental del peso ligero |
| Victoria                                                   | 27–1–1 (2) | Joel Casamayor         | UD   | 10           | 31/07/2010 | Mandalay Bay Events Center, Paradise, Nevada      | |
| Victoria                                                   | 26–1–1 (2) | Roberto David Arrieta  | TKO  | 8 (10), 0:29 | 30/04/2010 | Tropicana Las Vegas, Paradise, Nevada             | |
| Victoria                                                   | 25–1–1 (2) | Malcolm Klassen        | UD   | 12           | 22/08/2009 | Toyota Center, Houston, Texas                     | Ganó el título de la IBF del peso júnior ligero |
| Victoria                                                   | 24–1–1 (2) | Efren Hinojosa         | RTD  | 8 (10), 3:00 | 12/06/2009 | HP Pavilion, San José, California                 | |
| NC                                                         | 23–1–1 (2) | Daud Yordan            | NC   | 2 (10), 1:47 | 07/03/2009 | HP Pavilion, San José, California                 | Por el título vacante WBO–NABO del peso júnior ligero; NC después de que Guerrero no pudo continuar tras un choque de cabeza accidental                |
| Victoria                                                   | 23–1–1 (1) | Edel Ruiz              | TKO  | 1 (10), 0:43 | 24/01/2009 | Staples Center, Los Ángeles, California           | |
| Victoria                                                   | 22–1–1 (1) | Jason Litzau           | KO   | 8 (12), 2:25 | 29/02/2008 | Tachi Palace Hotel & Casino, Lemoore, California  | Retiene el título de la IBF del peso pluma |
| Victoria                                                   | 21–1–1 (1) | Martin Honorio         | TKO  | 1 (12), 0:56 | 03/11/2007 | Desert Diamond Casino, Tucson, Arizona            | Retiene el título de la IBF del peso pluma |
| Victoria                                                   | 20–1–1 (1) | Spend Abazi            | TKO  | 9 (12), 0:01 | 23/02/2007 | Falkoner Center, Copenhague, Denmark              | Ganó el título vacante de la IBF del peso pluma |
| NC                                                         | 19–1–1 (1) | Orlando Salido         | UD   | 12           | 04/11/2006 | Mandalay Bay Events Center, Paradise, Nevada      | Perdió el título de la IBF del peso pluma; Originalmente, una victoria UD para Salido, luego dictaminó un NC después de que falló una prueba de drogas |
| Victoria                                                   | 19–1–1     | Eric Aiken             | RTD  | 8 (12), 3:00 | 02/09/2006 | Staples Center, Los Ángeles, California           | Ganó el título de la IBF del peso pluma |
| Victoria                                                   | 18–1–1     | Gamaliel Díaz          | KO   | 6 (12), 2:33 | 23/06/2006 | Oakland Arena, Oakland, California                | Ganó el título de la NABF del peso pluma |
| Victoria                                                   | 17–1–1     | Sandro Marcos          | TKO  | 3 (10), 0:54 | 18/05/2006 | HP Pavilion, San José, California                 | |
| Derrota                                                    | 16–1–1     | Gamaliel Díaz          | SD   | 12           | 02/12/2005 | Palace Indian Gaming Center, Lemoore, California  | Perdió el título de la NABF del peso pluma |
| Victoria                                                   | 16–0–1     | Sammy Ventura          | KO   | 1 (12), 2:05 | 16/09/2005 | Palace Indian Gaming Center, Lemoore, California  | Retiene el título de la NABF del peso pluma |
| Victoria                                                   | 15–0–1     | Adrián Valdez          | TKO  | 12           | 01/04/2005 | Palace Indian Gaming Center, Lemoore, California  | Retiene el título de la NABF del peso pluma |
| Victoria                                                   | 14–0–1     | César Figueroa         | KO   | 4 (12), 0:59 | 09/12/2004 | Pechanga Resort & Casino, Temecula, California    | Gana el título de la NABF del peso pluma |
| Victoria                                                   | 13–0–1     | Enrique Sánchez        | TKO  | 8 (10)       | 03/06/2004 | Chinook Winds Casino, Lincoln City, Oregón        | |
| Victoria                                                   | 12–0–1     | Juan Polo Pérez        | TKO  | 2 (6)        | 24/04/2004 | Miccosukee Resort & Gaming, Miami, Florida        | |
| Empate                                                     | 11–0–1     | Julián Rodríguez       | TD   | 1 (8), 1:17  | 14/03/2004 | Pechanga Resort & Casino, Temecula, California    | TD después de que Rodríguez no pudo continuar después de una falta accidental                                                                          |
| Victoria                                                   | 11–0       | José Luis Tula         | TKO  | 1 (10), 2:30 | 08/06/2003 | Texas Station, North Las Vegas, Nevada            | |
| Victoria                                                   | 10–0       | David Vásquez          | TKO  | 1 (10), 1:02 | 04/05/2003 | Spotlight 29 Casino, Coachella (California)       | |
| Victoria                                                   | 9–0        | José Alfonso Rodríguez | TKO  | 2 (6), 2:38  | 20/12/2002 | American Airlines Arena, Miami, Florida           | |
| Victoria                                                   | 8–0        | Freddy Castro          | UD   | 6            | 03/07/2002 | Hyatt Hotel, Monterey, California                 | |
| Victoria                                                   | 7–0        | Marcos Badillo         | UD   | 6            | 14/04/2002 | Hard Rock Hotel and Casino, Paradise, Nevada      | |
| Victoria                                                   | 6–0        | Robert Enríquez        | UD   | 4            | 10/03/2002 | Green Valley Ranch, Henderson, Nevada             | |
| Victoria                                                   | 5–0        | Joaquín Candelario     | UD   | 4            | 08/02/2002 | Pechanga Resort & Casino, Temecula, California    | |
| Victoria                                                   | 4–0        | Arthur Trevino         | UD   | 4            | 25/01/2002 | Young Pavilion, Pembroke Pines, Florida           | |
| Victoria                                                   | 3–0        | Oscar Rosales          | UD   | 4            | 02/11/2001 | Sunset Station, San Antonio, Texas                | |
| Victoria                                                   | 2–0        | Javier González        | TKO  | 3 (4)        | 29/09/2001 | Miccosukee Resort & Gaming, Miami, Florida        | |
| Victoria                                                   | 1–0        | Alejandro Cruz         | UD   | 4            | 22/04/2001 | Fantasy Springs Resort Casino, Indio, California  | Debut profesional de Guerrero. |